# صفط الحرية
قرية صفط الحرية هي إحدى القرى التابعة لمركز إيتاي البارود في محافظة البحيرة في جمهورية مصر العربية. حسب إحصاءات سنة 2006، بلغ إجمالي السكان في صفط الحرية 11191 نسمة، منهم 5757 رجل و5434 امرأة.

## التاريخ
قرية صفط الحرية من القرى القديمة، حيث وردت باسم «بو الريت» في أعمال حوف رمسيس ضمن قرى الروك الصلاحي التي أحصاها ابن مماتي في كتاب قوانين الدواوين، كما وردت باسم «سفط الملوك» في أعمال البحيرة ضمن قرى الروك الناصري التي أحصاها ابن الجيعان في كتاب «التحفة السنية بأسماء البلاد المصرية». وفي العصر العثماني وردت باسم «سفط الملوك» في التربيع العثماني الذي أجراه الوالي العثماني سليمان باشا الخادم في عصر السلطان العثماني سليمان القانوني ضمن قرى ولاية البحيرة، وفي تاريخ 1228هـ/1813م الذي عدّ قرى مصر بعد المسح الذي قام به محمد علي باشا باسم «صفط الملوك» ضمن قرى مديرية البحيرة. تغير الاسم حديثًا إلى «صفط الحرية».